# Jan Białostocki
Jan Białostocki (ur. 14 sierpnia 1921 w Saratowie, zm. 25 grudnia 1988 w Warszawie) – polski historyk sztuki.

## Życiorys
Urodził się w rodzinie Jana, muzyka, i Walentyny z domu Wereninow. W 1939 ukończył IV Gimnazjum Państwowe im. Adama Mickiewicza w Warszawie.
W czasie okupacji niemieckiej studiował na tajnym Uniwersytecie Warszawskim filozofię u Władysława Tatarkiewicza i Tadeusza Kotarbińskiego. Po powstaniu warszawskim od września 1944 do maja 1945 przetrzymywany był w hitlerowskich obozach koncentracyjnych Grossrosen, Mauthausen i Linz III. 
Po powrocie do Warszawy, w 1945 został asystentem Michała Walickiego w Zakładzie Historii Sztuki Średniowiecznej UW oraz podjął pracę w Muzeum Narodowym w Warszawie. W 1946 uzyskał magisterium z estetyki u Władysława Tatarkiewicza. Był wieloletnim pracownikiem naukowo-dydaktycznym Uniwersytetu Warszawskiego, w którym pełnił m.in. obowiązki kierownika Zespołu do Badań Doktryn Artystycznych (od 1969), kierownika Zakładu Historii Sztuki Powszechnej Nowożytnej (od 1971), przewodniczącego Rady Naukowej Instytutu Historii Sztuki (od 1975), dyrektora tego Instytutu (od 1984). W latach 1961–1962 był ponadto prodziekanem do spraw studenckich na Wydziale Historycznym, a w ciągu roku akademickiego 1966/1967 kuratorem Katedry Historii Sztuki Średniowiecznej.
W 1950 otrzymał stopień doktora nauk filozoficznych w zakresie historii sztuki na podstawie rozprawy napisanej pod kierunkiem Stanisława Lorentza pt. Pejzaż niderlandzki 1520–1620. W 1955 otrzymał tytuł docenta historii sztuki, od 1962 zatrudniony jako profesor nadzwyczajny, w 1972 otrzymał tytuł profesora zwyczajnego. Od 1976 członek korespondent PAN. W 1955 objął w stanowisko kustosza Działu Malarstwa Europejskiego, od 1956 kurator Galerii Sztuki Obcej Muzeum Narodowego w Warszawie. Nauczyciel wielu roczników studentów historii sztuki. Od 1984 do śmierci w 1988 sprawował funkcję dyrektora Instytutu Historii Sztuki UW.
Zainteresowania naukowe Białostockiego były wyjątkowo szerokie i obejmowały historię malarstwa (zwłaszcza holenderskiego z XVII wieku, w tym twórczość Rembrandta), sztukę renesansu, baroku, romantyzmu, historię doktryn artystycznych, metodologię historii sztuki.
W latach 1949–1957 był wykładowcą historii sztuki na Wydziałach Aktorskim i Reżyserskim w Państwowej Wyższej Szkole Teatralnej w Warszawie, a w okresie 1950–1951 prowadził seminarium i wykład z historii sztuki średniowiecznej na Uniwersytecie Łódzkim. Wykładał w licznych instytucjach uniwersyteckich i muzealnych wielu krajów europejskich oraz w Stanach Zjednoczonych i Meksyku, między innymi na Uniwersytecie Yale (w New Haven, 1965–1966), Uniwersytecie Nowojorskim (1972), Uniwersytecie Wisconsin w Madison (1972), Uniwersytecie Stanu Pensylwania (1973), Collège de France (1978). Był przewodniczącym Międzynarodowej Rady Filozofii i Nauk Humanistycznych przy UNESCO i wiceprzewodniczącym Międzynarodowego Komitetu Historii Sztuki – CIHA.
Autor licznych prac (jego bibliografia liczy ponad 600 pozycji, w tym ponad 60 książek i katalogów), opublikowanych w kraju i za granicą. Był redaktorem „Bulletin du Musée National de Varsovie” (od 1961) oraz serii wydawniczej Sztuka i idee w PWN. Spopularyzował w Polsce metodę ikonologiczną w badaniach nad dziełami sztuki. W latach 1963–1979 był prezesem Stowarzyszenia Historyków Sztuki. Był członkiem zagranicznych akademii naukowych: holenderskiej, belgijskiej i mogunckiej, a także Królewskiej Akademii Sztuk Pięknych św. Ferdynanda w Madrycie. Doktor honoris causa Uniwersytetu w Groningen i Vrije Universiteit w Brukseli.
Laureat Nagrody Państwowej I stopnia (1978). Pierwszy laureat międzynarodowej nagrody „Aby-M.-Warburg Preis” (1981), przyznawanej najwybitniejszym historykom sztuki przez władze miasta Hamburg.
Był również twórcą drzeworytu, którego uczył się na początku lat 40. w Warszawie, od Tadeusza Cieślewskiego. W latach 1943–1947 wykonał ekslibrisy Ihora Szewczenki, Andrzeja Vincenza, Michała Walickiego. Jego dziełem jest również logo Stowarzyszenia Historyków Sztuki.
Zmarł w Warszawie, pochowany na cmentarzu Powązkowskim (kwatera 166-2-11).

## Ważniejsze prace i publikacje
- Poussin i teoria klasycyzmu (1953)
- Pojęcie manieryzmu i problem odrębności sztuki polskiej w końcu XVI i w początku XVII wieku (1953)
- Cyrkiel i „Melancholia”. O teorii sztuki Abrechta Dürera (1954)
- Malarstwo europejskie w zbiorach polskich (1955), z M. Walickim
- Badania ikonograficzne nad Rembrandtem (1957)
- Metoda ikonologiczna w badaniach nad sztuką (1957)
- Pięć wieków myśli o sztuce (1959) – zbiór artykułów
- Dürer Albrecht [w:] Encyclopedia of World Art (1961)
- Styl i modus w sztukach plastycznych (1961)
- Teoria i twórczość. O tradycji i inwencji w teorii sztuki i ikonografii (1961)
- Le „Baroque”: style, epoque, attitude (1962)
- Sztuka cenniejsza niż złoto. Opowieść o sztuce europejskiej naszej ery (1963)
- Iconography and Iconology [w:] Encyclopedia of World Art (1963)
- Encompassing Themes and Archetypal Images (1965)
- Der Manierismus zwischen Triumph und Dämmerung (1965)
- Późny gotyk: rozwój pojęcia i terminu (1965)
- Stil und Ikonographie. Studien zur Kunstwissenschaft (1966)
- Kompozycja emblematyczna epitafiów śląskich XVI wieku (1968)
- Symbolika drzwi w sepulkralnej sztuce baroku (1968)
- Rembrandt's „Eques Polonus” (1969)
- Erwin Panofsky (1892–1968) (1970)
- Two Types of International Mannerism: Italian and Northern (1970)
- Refleksje i syntezy ze świata sztuki (1978) – zbiór artykułów
- Historia sztuki wśród nauk humanistycznych (1980)
- Symbole i obrazy w świecie sztuki (1982) – zbiór artykułów
- Sztuka XV wieku. Od Parlerów do Dürera. Przekład Grzegorz Przewłocki. Redakcja naukowa, aktualizacje i uzupełnienia bibliograficzne Antoni Ziemba. Wydawnictwa Uniwersytetu Warszawskiego 2010

## Ordery i odznaczenia
- Krzyż Komandorski Orderu Odrodzenia Polski (1981)
- Krzyż Oficerski Orderu Odrodzenia Polski (1969)
- Krzyż Kawalerski Orderu Odrodzenia Polski (1961)
- Złoty Krzyż Zasługi (11 lipca 1955)[13]
- Medal Komisji Edukacji Narodowej
- Corona d'Italia (Włochy, 1946)
- Ordine del Merito (Włochy, 1988)[14]